# HOT LIMIT
「HOT LIMIT」（ホット・リミット） は、1998年6月24日にリリースされたT.M.Revolutionの8枚目のシングル。発売元はアンティノスレコード。

## 概要
- T.M.Revolutionのシングルとしては「WHITE BREATH」「HIGH PRESSURE」に次ぐ71.1万枚（オリコン調べ）のセールスを記録[1]。累計では90万枚を売り上げたともされる[2]。
- 歌詞には「ダイスケ」（浅倉大介）が登場しており、浅倉の著書『ダイスケ的にOK!?』のタイトルにも引用されている。ライブツアーにおいては「ダイスケ」の部分に開催地名を入れるファンサービスもしばしば行われる。
- 『UNDER:COVER』バージョンでは自身の父親の名前である「ヤスヒロ」、2016年のNHK『うたコン』出演時や、同年リリースされた30thシングル『RAIMEI』C/Wに収録された「HIGH PRESSURE」や「WHITE BREATH」とのセルフカバーメドレー版では自身の名前である「タカノリ」に変更されている。後述のカバー版やコラボレーションなどでも変更されているものがある。
- 3曲目の「HOT LIMIT（MITSUYA-MIX）」 は、プロ野球・オリックス・ブルーウェーブ（当時）のイチロー外野手が出演したアサヒ飲料「三ツ矢サイダー」のCMに使用されたデモバージョン。CMはシングル発売より約4ヶ月前に放映が始まっており、シングル版と比べ歌詞やアレンジに相違が見られる。
- ミュージック・ビデオは、上半身と脚に黒い帯を巻いたような衣装を纏いながら、赤い星形のステージが設置された海上で風を受けて踊るというもの。撮影においては水中で高電圧の装置を用いることになったが、日本国内で使用許可が下りなかったため、フロリダで撮影を行った。デビュー10周年に際してハローキティとのコラボレーションが行われた時には、この衣装を着たキティが登場した。デビュー20周年に際して、この衣装を着たすーぱーそに子（ニトロプラス）、島村卯月（アイドルマスター シンデレラガールズ）、澤村・スペンサー・英梨々（冴えない彼女の育てかた）とコラボレーションしたフィギュアの制作が決定した。2016年には、この衣装を再現した「公式・HOT LIMITスーツ」が発売された[3]。
- 「#TMRごっこ公式 HOT LIMITみんなで踊ってみた プロモーションビデオ」には、キュウソネコカミ（「イナズマロックフェス2016」出演時の映像を使用）、ゴールデンボンバー（「イナズマロックフェス2012」出演時の映像を使用）、高橋みなみ（「イナズマロックフェス2015」出演時の映像を使用）、永野、ねば〜る君[4]、ハリウッドザコシショウ、本日は晴天なり[4]、メイプル超合金（安藤なつとカズレーザーが個別に出演）、レイザーラモンRGなどが参加している。
- 2016年、TVアニメ「ReLIFE」第2話のエンディングテーマに使用された。
- 2021年、ヒノキヤグループの冷暖システム『Z空調』テレビCM曲に替え歌として使用され、同年12月25日から2022年1月14日までの期間限定で放映された[5]。
- 2024年8月、ALSOKのテレビCM「ALSOK HotLimit IT＆設備」『レスキューHOT LIMIT』篇に使用される（8月23日から9月8日までの期間限定。歌詞は替え歌）[6]。

## 収録曲
全曲作詞：井上秋緒　作曲・編曲：浅倉大介
1. HOT LIMIT
  - 出版社：ダーウィン
2. AQUALOVERS〜DEEP into the night
  - 出版社：ソニー・ミュージックアーティスツ
3. HOT LIMIT (MITSUYA-MIX)
  - 出版社：ダーウィン

## 収録アルバム
- The Force（#1、#2）
  - #2はアルバムバージョンで収録。
- DISCORdanza Try My Remix 〜Single Collections（#1、#2）
  - #1は「T8-Floor P-Mix」、#2は「Liquid Moon Night K-Mix」としてそれぞれ収録。
- B★E★S★T（#1）
- UNDER:COVER（#1、#2,セルフカバー）　Heartsdalesがラップで参加しており、全体的にラップ調にアレンジされている。
- 1000000000000（#1）
- DAynamite Mix Juice1-you know beat?-（#1,Y&Co. Remix）
- RAIMEI（#1,セルフカバー） 「HIGH PRESSURE」、「WHITE BREATH」とのメドレー版。『UNDER:COVER』版とは異なりラップ部分はなく、原曲に近いアレンジになっている。
- 2020 -T.M.Revolution ALL TIME BEST-（#8）
- MD2000 〜ReLIFE Ending Songs〜(#1)

## コラボレーション
当曲は下記のテレビ番組において様々なアーティストとのコラボレーションで披露されている。その際に歌詞が変更された場合もある。
| 番組                    | 放送日         | コラボレーション                   |
| ----------------------- | -------------- | ---------------------------------- |
| SMAP×SMAP               | 1998年6月29日  | T.M.Revolution×SMAP                |
| 2011 FNS歌謡祭          | 2011年12月7日  | T.M.Revolution×浅倉大介×劇団朱雀   |
| 2012 FNSうたの夏まつり  | 2012年8月8日   | T.M.Revolution×浅倉大介×小室哲哉   |
| 2013 FNSうたの夏まつり  | 2013年7月31日  | T.M.Revolution×氷川きよし×浅倉大介 |
| 2015 FNSうたの夏まつり  | 2015年7月29日  | T.M.Revolution×WaT                 |
| 2015 FNS歌謡祭 THE LIVE | 2015年12月16日 | T.M.Revolution×高橋みなみ          |

## HIGH and MIGHTY COLORによるカバー
「HOT LIMIT」（ホット・リミット）は、2008年6月25日にリリースされたHIGH and MIGHTY COLORの13枚目のシングル。発売元はエスエムイーレコーズ。

### 概要
- T.M.Revolutionの同名曲のカバー作品[7]。
- このカバーは、前年行われた対バンツアーで一緒になったT.M.Revolutionの西川貴教との出会いをきっかけとしている。またオリジナルのリリースから丁度10年を迎える事も要因という。
- 西川は『ハイカラらしいカラーが出ているし、楽曲自体にまた違う彩りを与えてくれたことがホントに嬉しかった』と語っている。
- HIGH and MIGHTY COLORのシングルタイトル曲では初のノンタイアップでのリリースであったが、「辿り着く場所/オキザリス」以来、約1年半ぶりにトップ20入り。累計売上は1.2万枚（オリコン調べ）を記録した[1]。
- 同年7月に未発表音源「HOT LIMIT-EUROBEAT MIX!-」の着うた・着うたフルが配信された。コナミデジタルエンタテインメント『jubeat ripples』にはタイトル曲のカバーバージョンが収録されている。
- 原曲にはないユウスケによるラップが存在しているが、歌詞カードには記載されていない。このラップ部分の歌詞はユウスケのブログ（2008年7月11日更新分）にて公開されている。また歌詞中の「ダイスケ」から「タカノリ」に変更されている。
- ミュージック・ビデオではボーカルのマーキーが原曲同様の衣装や振付で歌唱しており、西川も監督役としてゲスト出演している。
- C/W曲「キラキラSummer」は沖縄明治乳業「ハッピー明治シリーズキャンペーン」CFソングに使用された。
- この曲をBGMにやる夫とやらない夫がコーラをぶっかけ合うMAD「コーラを振るだけ」がニコニコ動画などで流行し、多くの派生動画が作られた。

### 収録曲
| 全編曲: HIGH and MIGHTY COLOR。 |                               |           |                       |              |       |
| #                               | タイトル                      | 作詞      | 作曲                  | 出版社       | 時間  |
| 1.                              | 「HOT LIMIT」                 | 井上秋緒  | 浅倉大介              | ダーウィン   | 3:57  |
| 2.                              | 「キラキラSummer」            | ユウスケ  | HIGH and MIGHTY COLOR | 沖縄音楽出版 | 3:31  |
| 3.                              | 「ミラー」                    | ユウスケ  | mACKAz                | 沖縄音楽出版 | 3:49  |
| 4.                              | 「HOT LIMIT（Instrumental）」 |           |                       |              | 3:58  |
| 合計時間:                       | 合計時間:                     | 合計時間: | 合計時間:             | 合計時間:    | 15:15 |

### 収録アルバム
- BEEEEEEST (#3)

## その他のカバー
- ユーロビートシンガーのJOHN DESIREによる全編英語歌詞のカバー版も存在する（主にダンスマニアなどに収録されている）。
- 2010年9月15日 U☆Scream(by Naoki Umeda)配信シングルとしてカバー
- 2018年、バンダイナムコエンターテインメントからAndroid/iOS用に配信されている音楽ゲームアプリ『アイドルマスター シンデレラガールズ スターライトステージ』内で島村卯月（大橋彩香）によってカバーされ、2019年発売のシングル『THE IDOLM@STER CINDERELLA GIRLS STARLIGHT MASTER 33 Starry-Go-Round』に収録された。歌詞内の「ダイスケ」は「シマムラ」に変更されている。
  - 2020年には、ライブイベント「THE IDOLM@STER CINDERELLA GIRLS 7thLIVE TOUR Special 3chord♪ Glowing Rock!」DAY1（京セラドーム大阪）でも披露されている[8]。
- 2018年11月7日にアーケードで稼働したコナミアミューズメントの音楽ゲーム『beatmania IIDX 26 Rootage』ではPON（渡辺大地）(ボーカル担当)とHuΣeR（濵田有共）(リミックス担当)によるリミックスバージョンが収録された。
- 2019年7月11日アーケードで稼働したセガの音楽ゲーム『maimai　でらっくす』では光吉猛修によるカバーバージョンが収録された。歌詞内の「ダイスケ」は「ミツヨシ」に変更されている。
- Photon Maidenによるカバーが『D4DJ Groovy Mix カバートラックス vol.2』に収録された。
- 2020年、風神RIZING！によるカバーが『銀の百合/バンザイRIZING!!!/光の悪魔』に収録された。
- 2021年には、ときのそらによるカバーがアルバム『Re:Play』に収録された。
- 2023年7月31日、Poppin'Partyによるカバーが音楽ゲーム『バンドリ! ガールズバンドパーティ!』に収録された[9]。
- 2025年3月19日、『ぷにるはかわいいスライム』カバーソング企画第7弾として、ぷにる（篠原侑）によるカバーが公開された。「『ぷにるはかわいいスライム』かわいいぷにるソングアルバム」に収録。

| 頭サビ・1Aメロ | 頭サビ・1Aメロ | → | 1Bメロ | 1Bメロ      | → | 1サビ・2Aメロ | 1サビ・2Aメロ  | → | 2Bメロ | 2Bメロ      |
|                | 嬰ト短調 (G♯m) | → |        | ロ短調 (Bm) | → |               | 嬰ト短調 (G♯m) | → |        | ロ短調 (Bm) |

| 2サビ | 2サビ          | → | 3Bメロ | 3Bメロ      | → | 3サビ | 3サビ          |
|       | 嬰ト短調 (G♯m) | → |        | ロ短調 (Bm) | → |       | 嬰ト短調 (G♯m) |